# Никаноров, Пётр Алексеевич
Пётр Алексеевич Никаноров (15 ноября 1904 — 10 июня 1979) — советский военный деятель, генерал-майор-инженер, участник Великой Отечественной войны.

## Биография
Пётр Алексеевич Никаноров родился 15 ноября 1904 года в деревне Губаревка (ныне — Плавский район Тульской области). В 1920 году окончил Высше-начальное железнодорожное училище, в 1923 году — Омский вечерний техникум путей сообщения, в 1932 году — Московское высшее инженерно-строительное училище. В 1932 году был призван на службу в Военно-морской флот СССР. В 1934 году окончил факультет морского строительства Военно-инженерной академии, после чего остался служить в ней, был инженером сектора, начальником лаборатории, начальником редакционно-издательской части учебного отдела, преподавателем, ассистентом. В апреле 1940 года, после присоединения Прибалтики к СССР, был направлен в город Палдиски на должность старшего военного представителя Инженерного управления Военно-морского флота СССР, активно участвовал в строительстве новой советской военно-морской базы. Здесь его застало начало Великой Отечественной войны.
В начальный период войны, при отходе советских войск из Эстонской ССР, Никаноров выполнил ряд ответственных заданий командования по эвакуации имущества и ценностей, уничтожению невывозимой инфраструктуры, минированию и заграждению железных и шоссейных дорог, строительству сухопутных оборонительных рубежей. После эвакуации в Ленинград Никаноров был назначен заместителем командира и начальником строительства Осиновецкого порта, который сыграл важнейшую роль в обороне города как конечная станция «Дороги жизни», проходившей по льду Ладожского озера. Под его руководством осуществлялся выбор пути пролегания и разбивка ледовой трассы, строились оборонительные рубежи, защищавшие подступы к ледовой трассе.
В феврале 1942 года был переведён в Интендантское управление Военно-морского флота СССР на должность старшего инженера-базовика. С июня 1942 года — на Северном флоте, был офицером-оператором по инженерному оборудованию флотского штаба. Обладая большим опытом в деле базового и оборонительного строительства, Никаноров провёл большую работу по планированию возведения баз и рубежей обороны в Заполярье. В январе 1944 года возглавил инженерный отдел Беломорской военной флотилии. Под его руководством строились крупнейшие северные военно-морские базы — Иоканьга, Вайгач, на губе Белушья. В конце 1944 года направлен в освобождённую Прибалтику в качестве уполномоченного «Балтвоенморстроя» Интендантского управления Военно-морского флота СССР. Участвовал в восстановлении морских баз в Таллине, Риге, Порккала-Удд.
После окончания войны продолжал службу в Военно-морском флоте СССР. Был начальником инженерной секции — членом научно-технической комиссии Военно-морских сил СССР, затем занимал высокие посты в Главном военно-морском инженерном управлении. В 1956—1958 годах возглавлял Военное инженерно-техническое командное училище Военно-морского флота СССР. В декабре 1958 года был уволен в запас. Умер 10 июня 1979 года, похоронен на Большеохтинском кладбище Санкт-Петербурга.

## Награды
- Орден Красного Знамени (26 февраля 1953 года);
- 2 ордена Отечественной войны 1-й степени (5 декабря 1944 года, 22 февраля 1946 года);
- Орден Отечественной войны 2-й степени (10 июня 1945 года);
- 2 ордена Красной Звезды (22 февраля 1943 года, 6 ноября 1947 года);
- Медали «За боевые заслуги» (3 ноября 1944 года), «За оборону Ленинграда», «За оборону Советского Заполярья» и другие медали.